# Griegos (Teruel)
Griegos es un municipio y localidad española de la provincia de Teruel, en la comunidad autónoma de Aragón. El término municipal, ubicado en la comarca de la Sierra de Albarracín, tiene una población de 142 habitantes (INE 2024).

## Geografía
Situado a los pies de la Muela de San Juan, Griegos es un pequeño pueblo de la sierra de Albarracín, enclavado en los Montes Universales. Situado en un paraje natural dominado por los bosques de pino silvestre y las praderas de alta montaña.
Ha sido denominado como el pueblo más frío de toda España.
Es el segundo pueblo más alto de toda España, con una altitud de 1601 m sobre el nivel del mar, anexo a la Muela de San Juan. El primero es Valdelinares, también en Teruel.

## Clima
El clima de Griegos es mediterráneo continentalizado. La altitud es el factor principal que provoca que en Griegos se den temperaturas tan bajas, con una temperatura media anual de tan solo 7,5 °C. Presenta inviernos extremadamente fríos y largos, y veranos frescos y cortos, pudiéndose únicamente superar los 30 °C en julio y agosto. En invierno las temperaturas pueden bajar de los -15 °C. En pleno verano los termómetros pueden incluso llegar a registrar temperaturas por debajo de los 0 °C en algunas ocasiones.
Respecto a las precipitaciones se caracteriza por ser una zona relativamente húmeda, siendo la primavera la estación más lluviosa y destacando una sequía estival en los meses de julio y agosto, con algunas tormentas. Las precipitaciones destacadas son las provenientes de los frentes Atlánticos, aunque llevan un largo trayecto recorrido y llegan algo más desgastadas. Las precipitaciones apenas son debidas a centros que actúan en el mediterráneo, ya que son las sierras de Gúdar y Javalambre la que interfieren en el avance de las lluvias.
| Parámetros climáticos promedio de Griegos (Teruel) en el periodo 1961-2003 | Parámetros climáticos promedio de Griegos (Teruel) en el periodo 1961-2003 | Parámetros climáticos promedio de Griegos (Teruel) en el periodo 1961-2003 | Parámetros climáticos promedio de Griegos (Teruel) en el periodo 1961-2003 | Parámetros climáticos promedio de Griegos (Teruel) en el periodo 1961-2003 | Parámetros climáticos promedio de Griegos (Teruel) en el periodo 1961-2003 | Parámetros climáticos promedio de Griegos (Teruel) en el periodo 1961-2003 | Parámetros climáticos promedio de Griegos (Teruel) en el periodo 1961-2003 | Parámetros climáticos promedio de Griegos (Teruel) en el periodo 1961-2003 | Parámetros climáticos promedio de Griegos (Teruel) en el periodo 1961-2003 | Parámetros climáticos promedio de Griegos (Teruel) en el periodo 1961-2003 | Parámetros climáticos promedio de Griegos (Teruel) en el periodo 1961-2003 | Parámetros climáticos promedio de Griegos (Teruel) en el periodo 1961-2003 | Parámetros climáticos promedio de Griegos (Teruel) en el periodo 1961-2003 |
| Mes | Ene.                                                                       | Feb.                                                                       | Mar.                                                                       | Abr.                                                                       | May.                                                                       | Jun.                                                                       | Jul.                                                                       | Ago.                                                                       | Sep.                                                                       | Oct.                                                                       | Nov.                                                                       | Dic.                                                                       | Anual                                                                      |
| --- | -------------------------------------------------------------------------- | -------------------------------------------------------------------------- | -------------------------------------------------------------------------- | -------------------------------------------------------------------------- | -------------------------------------------------------------------------- | -------------------------------------------------------------------------- | -------------------------------------------------------------------------- | -------------------------------------------------------------------------- | -------------------------------------------------------------------------- | -------------------------------------------------------------------------- | -------------------------------------------------------------------------- | -------------------------------------------------------------------------- | -------------------------------------------------------------------------- |
| Temp. máx. media (°C) | 3.8                                                                        | 5.5                                                                        | 8.4                                                                        | 10.9                                                                       | 14.7                                                                       | 20.3                                                                       | 24.5                                                                       | 24                                                                         | 19.9                                                                       | 13.4                                                                       | 8.2                                                                        | 5                                                                          | 13.2                                                                       |
| Temp. media (°C) | -0.4                                                                       | 0.6                                                                        | 3.1                                                                        | 5.5                                                                        | 9.2                                                                        | 14.1                                                                       | 17.7                                                                       | 17.4                                                                       | 13.8                                                                       | 8.1                                                                        | 3.4                                                                        | 0.7                                                                        | 7.8                                                                        |
| Temp. mín. media (°C) | -4.6                                                                       | -4.3                                                                       | -2.2                                                                       | 0                                                                          | 3.6                                                                        | 7.9                                                                        | 10.9                                                                       | 10.7                                                                       | 7.7                                                                        | 2.8                                                                        | -1.4                                                                       | -3.6                                                                       | 2.3                                                                        |
| Precipitación total (mm) | 41                                                                         | 43                                                                         | 60                                                                         | 60                                                                         | 84                                                                         | 69                                                                         | 35                                                                         | 39                                                                         | 54                                                                         | 54                                                                         | 50                                                                         | 52                                                                         | 641                                                                        |
| Fuente: Ministerio de Agricultura, Alimentación y Medio Ambiente. Datos de precipitación para el periodo 1961-2003 y de temperatura para el periodo 1961-2003 en Griegos (9098). |                                                                            |                                                                            |                                                                            |                                                                            |                                                                            |                                                                            |                                                                            |                                                                            |                                                                            |                                                                            |                                                                            |                                                                            |                                                                            |

## Historia
El 21 de junio de 1257, por privilegio del rey Jaime I dado en Teruel, este lugar pasa a formar parte de Sesma de Villar del Cobo en la Comunidad de Santa María de Albarracín, que dependían directamente del rey, perdurando este régimen administrativo siendo la única que ha permanecido viva tras la aplicación del Decreto de Disolución de las mismas, en 1837, teniendo su sede actual en Tramacastilla.
A mediados del siglo XIX, el lugar contaba con una población censada de 190 habitantes. La localidad aparece descrita en el octavo volumen del Diccionario geográfico-estadístico-histórico de España y sus posesiones de Ultramar de Pascual Madoz de la siguiente manera:

GRIEGOS: l. con ayunt. en la prov. de Teruel (10 leg.), dióc. y part. jud. de Albarracin (5), aud. terr. y c. g. de Zaragoza (27). sit. en lo mas elevado de la sierra que lleva el nombre de la cab. del part. jud., al pie de la muela de San Juan por la parte del E., con libre ventilacion, especialmente del viento N., y clima sano, aunque estremadamente frio por las muchas nieves de que abunda el terr. Consta de 40 casas, entre ellas la del ayunt., en 4 calles y una plaza, formando cuerpo de pobl.: hay una escuela de primeras letras concurrida por 30 niños, y dotada con 620 rs.; una fuente de escelente agua de la que se surten los vec.; igl. parr. (San Pedro Apóstol), servida por un cura de provision ordinaria; un cementerio muy capaz al estremo E. de la pobl. contiguo á la igl. y como á unas 500 varas una ermita dedicada á San Roque. Confina el térm. al N. con el de Orihuela (3 leg.); E. Villar del Cobo (1); S. Guadalaviar (1), y O. Checa (3); en él se encuentran infinitas fuentes y manantiales de escelenles y cristalinas aguas. El terreno es quebrado, montuoso y de mala calidad, con dos montes notables llamados la Debesa y la Muela con muchos pinos albares, buenos para maderas de construccion; una deh. nombrada Mayor al S. del pueblo, de 1 leg. de long. y 1/2 de lat., comun entre los l. de Guadalaviar y Villar del Cobo, y varios prados naturales que producen mucha yerba, especialmente vallo y trebol. Los caminos son todos de herradura y conducen á los pueblos inmediatos. La correspondencia se recibe de la estafeta de Albarracin por peaton. prod.: centeno, poca cebada, avena, escasa porcion de lentejas y patatas, en cantidad reducida é insuficiente para el consumo del pueblo; hay ganado lanar, cabrio y vacuno trashumante, que aprovechan los muchos pastos que se crian en todo el térm., y caza de perdices, liebres y algunos venados. pobl.: 47 vec., 190 alm. cap. imp.: 108,840 reales. El presupuesto municipal asciende á 3,301 rs., que se cubren con 450 rs. producto de un horno, 300 de una deh. y el déficit por reparto vecinal.
Este pueblo, asi como el de Guadalaviar, fueron en otro tiempo barrios del Villar de Cobos hasta que en 1692 se separaron formando ayunt., pero conservan aun los 3 pueblos en común su térm. y el aprovechamiento de sus montes, yerbas y pastos.
(Madoz, 1847, p. 593)

## Demografía
Griegos cuenta con una población de 142 habitantes (INE 2024).
| Gráfica de evolución demográfica de Griegos entre 1842 y 2021                                                       |
| |
| Población de derecho según los censos de población del INE Población de hecho según los censos de población del INE |

## Administración y política
| Período   | Alcalde                        | Partido | Partido |  |
| 1979-1983 | Miguel Martínez Martínez       | PSOE    |         |  |
| 1983-1987 | Manuel Chavarrías González     | PAR     |         |  |
| 1987-1991 | Manuel Chavarrías González     | PAR     |         |  |
| 1991-1995 | José Luis Chavarrías Sorando   | PSOE    |         |  |
| 1995-1999 | Miguel Martínez Martínez       | PSOE    |         |  |
| 1999-2003 | Begoña Lahoz Lapuente          | PP      |         |  |
| 2003-2007 | Miguel Martínez Martínez       | PSOE    |         |  |
| 2007-2011 | Juan Manuel Lapuente Belinchón | PP      |         |  |
| 2011-2015 | José Luis Chavarrías Sorando   | PSOE    |         |  |
| 2015-2019 | Juan Manuel Lapuente Belinchón | Cs      |         |  |
| 2019-2023 | Salvador Gil Arauz             | PSOE    |         |  |
| 2023-2027 | Antonio Sancho Barberán        | PP      |         |  |

| Partido político    | Partido político                                   | 2003   | 2007   | 2011   | 2015   |
| Partido político    | Partido político                                   | Ediles | Ediles | Ediles | Ediles |
|                     | Ciudadanos (CS)                                    | —      | —      | —      | 2      |
|                     | Partido de los Socialistas de Aragón (PSOE-Aragón) | 1      | 1      | 4      | 1      |
|                     | Partido Aragonés (PAR)                             | 2      | 0      | 0      | 1      |
|                     | Chunta Aragonesista (CHA)                          | —      | —      | 0      | 1      |
|                     | Partido Popular de Aragón (PP)                     | 2      | 4      | 1      | 0      |
|                     | Izquierda Unida (IU)                               | —      | 0      | 0      | —      |
| Total de concejales | Total de concejales                                | 5      | 5      | 5      | 5      |

## Medio ambiente
El paraje natural es la riqueza principal de Griegos, rodeado de frondosos bosques, extensos campos de cereales, dehesa de pasto del ganado, modelado cárstico e innumerables fuentes de agua fresca y cristalina.
La fauna es abundante y emergente, destacándose la abundancia de mariposas y especies cinegéticas. Griegos se encuentra en la Reserva Nacional de Caza de los Montes Universales.
El frío limita en gran medida la riqueza florística en la zona. Una riqueza importante en Griegos y en la serranía son los hongos y setas, abundantes en otoño, que todos se afanan por recolectar.

## Patrimonio
Del patrimonio histórico del pueblo destacan tres construcciones en la población: la iglesia de San Pedro, la ermita de San Roque y el Pairón de San Antonio Abad.
Entre los restos celtíberos ubicados en Griegos se encuentran la necrópolis de "El Cuarto", el torreón "El Castillejo" y el hábitat de "El Montón de Tierra".
Cercanos a la población se conservan cientos de metros de trincheras de la guerra civil española; así como majadas y parideras antiguas donde se guarecía en otros tiempos el ganado, y también construcciones para la producción de la cal, las llamadas "caleras", etc.
Además del patrimonio histórico, el turismo es atraído actualmente por la inauguración de unas pistas de esquí de fondo, junto con los senderos de PR y GR que hay por la zona, además de la oferta hostelera: hostal, casas de alquiler, casas de turismo rural, apartamentos, etc.. En cuestión de turismo, Griegos se beneficia actualmente de la descentralización del turismo de la sierra —muy estancado en la población de Albarracín— y ofrece alternativas atractivas al visitante: senderismo, esquí de fondo, raquetas de nieve, mountain bike o simplemente descanso de fin de semana del estrés urbano.

## Servicios
Griegos a pesar de ser un municipio pequeño tiene varios negocios y diferentes servicios que hacen más fácil la vida diaria de sus habitantes. Griegos cuenta con una panadería, que además se hace cargo del reparto de pan en las localidades cercanas; también cuenta con un Hostal, una casa rural "Casa Aldea", así como un bar-restaurante "La Muela de San Juan" un albergue "Albergue de Griegos" y además existe un Museo entomológico sobre insectos llamada la "Casa de las Mariposas".
Además cuenta con los servicios públicos de consultorio médico y colegio público. A pesar de las dificultades que existen en los núcleos rurales para mantener las escuelas públicas, Griegos ha conseguido mantenerla aunque sea con apenas 6 alumnos. En los últimos cursos está aumentando el número de escolares gracias a iniciativas municipales.